# Otto Beckmann (Theologe)
Otto Beckmann (* um 1476 in Warburg im Hochstift Paderborn; † 4. Mai 1540 ebenda) war ein deutscher Theologe, Pfarrer und Humanist.

## Leben
Geboren als Sohn des Ratsherrn Anton Beckmann, besuchte er die Dominikanerschule seiner Heimatstadt und wechselte dann an die Lehranstalt in Deventer, wo er unter anderem von Alexander Hegius seine Ausbildung erhielt. Im Anschluss immatrikulierte er sich im Sommersemester 1500 an der Universität Leipzig, erwarb sich dort im Wintersemester 1501 den Grad eines Baccalaureus und hielt sich im Anschluss eine Zeit lang in Halberstadt auf, wo er als Geistlicher tätig war und dort Pfründe bezog.
1507 setzt er seine Studien an der Universität Wittenberg fort und erwarb am 21. Februar 1508 den akademischen Grad eines Magisters. Angeregt von Richardus Sbrulius beschäftigte er sich während dieser Zeit mit der Dichtkunst. Nachdem er sich dem humanistischen Kreis von Christoph Scheurl angeschlossen hatte, wurde er 1510 als Lektor für lateinische Grammatik an der Artistischen Fakultät im Senat aufgenommen, was einer Adjunktur entsprach.
1514 erwarb er ein Kanonikat an der Schlosskirche, wendete sich dem juristischen Studium hin und erhielt im Herbst 1517 den Lizentiaten beider Rechte. Anschließend übernahm er das Amt eines Syndikus an der Schlosskirche, was mit einer Professur der Instituten verbunden war. Während der Zeit des Weggangs Scheurls und der Ankunft Philipp Melanchthons war er der bedeutendste Humanist der Universität. Letzterem schrieb er in der Drucklegung seiner Antrittsrede ein Vorwort. Beckmann stand in engem Kontakt zu Andreas Bodenstein. Jedoch vertrat er weitergehend den scholastischen Katholizismus, sodass er nach der Wittenberger Bewegung 1523 Wittenberg verlassen musste.
Im selben Jahr ging er nach Warburg, wo er ein Pfarramt übernahm. Hier trat er 1525 gegen die von Martin Luther in Wittenberg losgetretene Reformation mit Schriften auf. 1527 wurde er Propst an St. Aegidii im westfälischen Münster. Er beteiligte sich 1528 und 1530 an den Religionsgesprächen und verließ nach den Unruhen, die die Täufer hervorgerufen hatten, die Stadt. Auch beteiligte er sich am Reichstag zu Augsburg 1530. Daraufhin wurde er bis 1534 Pfarrer in Oelde, von wo er 1536 an der Provinzialsynode in Köln teilnahm.

## Werke
- Panegyricus in praeconiumErici Electi Paderbornensis ac administratoris Osnabrugensis ecclesiarum .... Wittenberg 1509.
- Oratio in laudem philosophiae ac humaniorum litterarum ad patres conscriptos & pubem famigeratissimae Academiae Wittenbergensis habita. Wittenberg 1520.
- Oratio . . . ad patres conscriptos et pubem Academie Wittenbergensis in laudes sanctissime Parthenices Catharine .... Wittenberg 1510.
- Oratio in laudes sanctissimae Parthenices Catharinae. Wittenberg (J. Gronenberg) 1510 (auch 1515).
- Sibuto in re familiari copiose provisum est. Wittenberg 1510.
- Exquisita cursus physici collectanea. Leipzig 1514.
- Precatio Dominica contra impios et seditiosos Lutheranorum errores. Köln 1525 .(contra impios et seditiosos Lutheranorum errores - Untertitel nicht von Beckmann!),
- Precatio Dominica, oraculo Servatoris nostri nobis sub compendio sermonis tradita .... Köln 1528.